# New World Computing
New World Computing, Inc. a fost un dezvoltator și editor de jocuri video american fondat în 1984 de Jon Van Caneghem, soția sa Michaela Van Caneghem și Mark Caldwell. Este cel mai bine cunoscută pentru producerea seriei RPG Might and Magic și a seriei secundare Heroes of Might and Magic. Compania a fost cumpărată și a devenit o divizie a The 3DO Company la 10 iulie 1996. New World Computing s-a închis odată cu compania sa părinte în 2003.

## Produse ale companiei
| Titlu                                                      | An   | Dezvoltator | Editor |
| ---------------------------------------------------------- | ---- | ----------- | ------ |
| Might and Magic: The Secret of the Inner Sanctum           | 1986 | Da          | Da     |
| Might and Magic II: Gates to Another World                 | 1988 | Da          | Da     |
| Nuclear War                                                | 1989 | Da          | Nu     |
| King's Bounty                                              | 1990 | Da          | Da     |
| Tunnels & Trolls: Crusaders of Khazan                      | 1990 | Da          | Da     |
| The Faery Tale Adventure                                   | 1991 | Porter      | Nu     |
| Joe and Mac                                                | 1991 | Porter      | Nu     |
| Might and Magic III: Isles of Terra                        | 1991 | Da          | Da     |
| Planet's Edge                                              | 1991 | Da          | Da     |
| Might and Magic IV: Clouds of Xeen                         | 1992 | Da          | Da     |
| Spaceward Ho!                                              | 1992 | Nu          | Da     |
| Empire Deluxe                                              | 1993 | Nu          | Da     |
| Empire Deluxe Scenarios                                    | 1993 | Nu          | Da     |
| Might and Magic V: Darkside of Xeen                        | 1993 | Da          | Da     |
| Hammer of the Gods                                         | 1994 | Nu          | Da     |
| Inherit the Earth: Quest for the Orb                       | 1994 | Nu          | Da     |
| Iron Cross                                                 | 1994 | Da          | Da     |
| Might and Magic: World of Xeen (CD)                        | 1994 | Da          | Da     |
| Zephyr                                                     | 1994 | Da          | Da     |
| Anvil of Dawn                                              | 1995 | Nu          | Da     |
| Heroes of Might and Magic                                  | 1995 | Da          | Da     |
| Multimedia Celebrity Poker                                 | 1995 | Da          | Da     |
| Swords of Xeen                                             | 1995 | Nu          | Da     |
| Wetlands                                                   | 1995 | Nu          | Da     |
| Mind Games                                                 | 1995 | Nu          | Da     |
| Chaos Overlords                                            | 1996 | Nu          | Da     |
| Empire II: The Art of War                                  | 1996 | Nu          | Da     |
| Heroes of Might and Magic II: The Succession Wars          | 1996 | Da          | Da     |
| Spaceward Ho! IV                                           | 1996 | Nu          | Da     |
| Wages of War                                               | 1996 | Nu          | Da     |
| Heroes of Might and Magic II: The Price of Loyalty         | 1997 | Nu          | Da     |
| Might and Magic VI: The Mandate of Heaven                  | 1998 | Da          | 3DO    |
| Arcomage                                                   | 1999 | Da          | 3DO    |
| Heroes of Might and Magic III                              | 1999 | Da          | 3DO    |
| Heroes of Might and Magic III: Armageddon's Blade          | 1999 | Da          | 3DO    |
| Might and Magic VII: For Blood and Honor                   | 1999 | Da          | 3DO    |
| Heroes Chronicles: Clash of the Dragons                    | 2000 | Da          | 3DO    |
| Heroes Chronicles: Conquest of the Underworld              | 2000 | Da          | 3DO    |
| Heroes Chronicles: Masters of the Elements                 | 2000 | Da          | 3DO    |
| Heroes Chronicles: Warlords of the Wastelands              | 2000 | Da          | 3DO    |
| Heroes Chronicles: The World Tree (download only)          | 2000 | Da          | 3DO    |
| Heroes Chronicles: The Fiery Moon (download only)          | 2000 | Da          | 3DO    |
| Heroes of Might and Magic III: The Shadow of Death         | 2000 | Da          | 3DO    |
| Might and Magic VIII: Day of the Destroyer                 | 2000 | Da          | 3DO    |
| Heroes Chronicles: The Final Chapters                      | 2001 | Da          | 3DO    |
| Heroes of Might and Magic: Quest for the Dragon Bone Staff | 2001 | Da          | 3DO    |
| Legends of Might and Magic                                 | 2001 | Da          | 3DO    |
| Heroes of Might and Magic IV                               | 2002 | Da          | 3DO    |
| Heroes of Might and Magic IV: The Gathering Storm          | 2002 | Da          | 3DO    |
| Might and Magic IX                                         | 2002 | Da          | 3DO    |
| Heroes of Might and Magic IV: Winds of War                 | 2003 | Da          | 3DO    |